# ロベルト・ゴロブ
ロベルト・ゴロブ（スロベニア語: Robert Golob、1967年1月23日 - ）は、スロベニアの政治家、実業家。2022年より、自由運動代表と首相を務める。

## 経歴

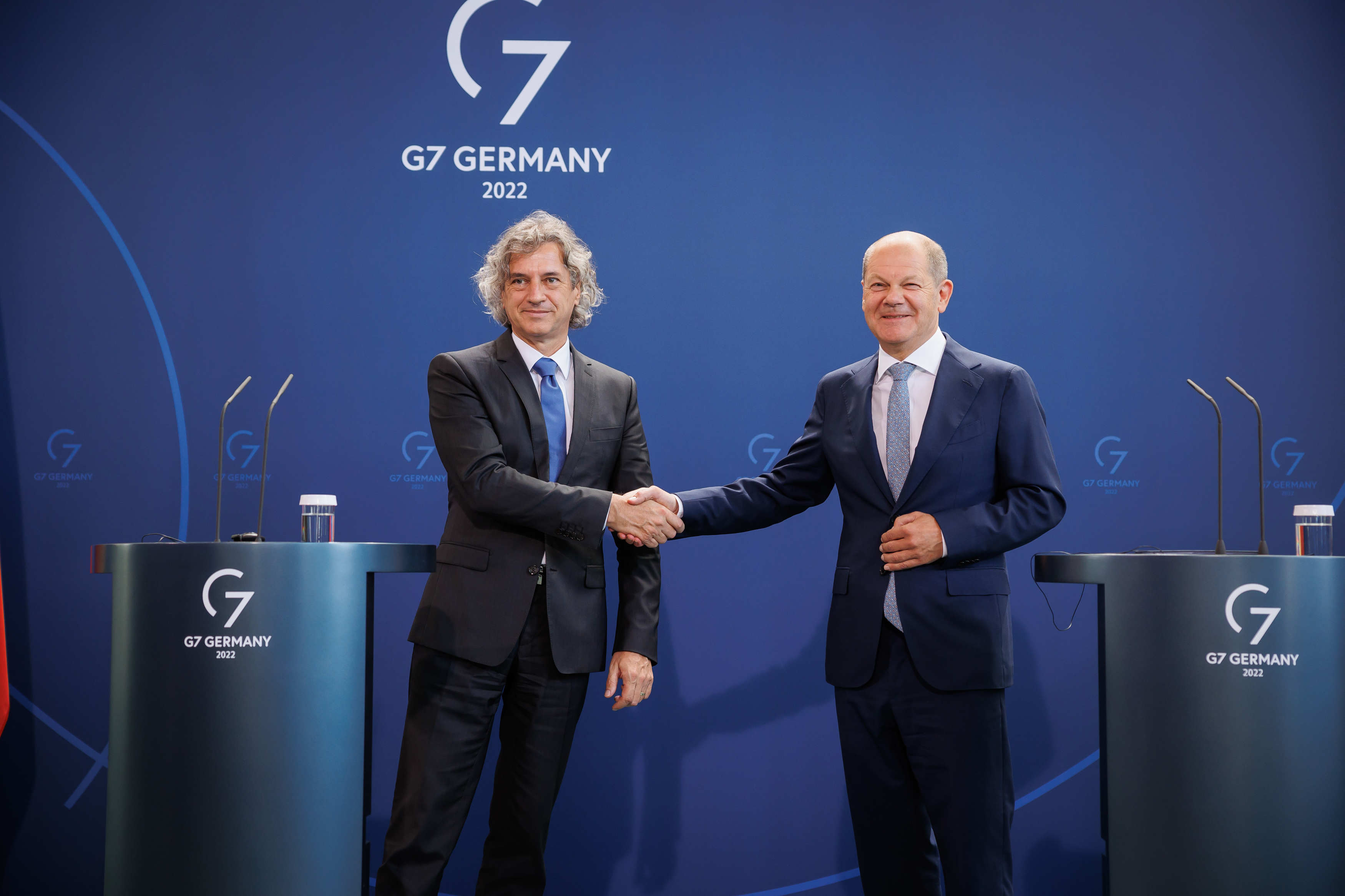
ドイツの首相オラフ・ショルツと（2022年、ベルリンにて）

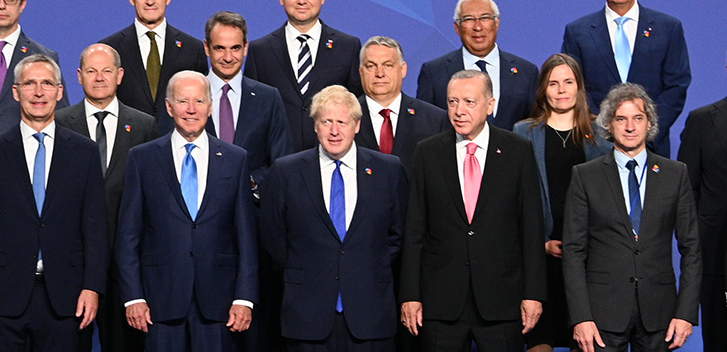
2022年、マドリードで開催された北大西洋条約機構 (NATO) 首脳会議にて

1994年にリュブリャナ大学で電気工学の博士号を取得後、フルブライト・プログラムでアメリカ合衆国に留学。ジョージア州アトランタのジョージア工科大学で学んだ。
2004年に電力会社 GEN-I（のち国営）の共同創設者となり、2021年まで会長を務めた。
1999年5月から2000年6月にかけて、スロベニア自由民主党のヤネス・ドルノウシェク政権のもとで経済副大臣を務めた。2002年にはノヴァ・ゴリツァ市議会議員に選出され、2022年まで在職した。2011年、リュブリャナ市長のゾラン・ヤンコヴィッチが旗揚げした「積極的なスロベニア」党に入党。2013年から2014年にかけて、ヤンコヴィッチと首相（当時）のアレンカ・ブラトゥシェクとの党内対立が深刻化した際には両者の仲介に努めたが、2014年4月に両者が決裂すると、アレンカ・ブラトゥシェク党に合流。副代表のひとりとなった。しかし、アレンカ・ブラトゥシェク党は同年の総選挙でわずか4議席を獲得するに留まり大敗。ゴロブも国政から退いた。地方議会ではノヴァ・ゴリツァ市議のほか、近くのクロンベルク＝ロケ市議会の議長を2010年から2014年まで、同市議を2022年まで務めた。
GEN-I会長の任期が更新されずに満了となった2021年、再び国政への進出を決意。2022年1月、当時国会に議席を有しない小さな政党だったグリーン・アクションズ党に加わり、自由運動に党名を改めた。同年4月24日の総選挙で、自由運動は国民議会（下院）の全90議席のうち41議席を獲得し大勝。5月25日に国会で首相に選出された。